# Friedrich Peter (Politiker)
Friedrich Ludwig Peter (* 13. Juli 1921 in Attnang-Puchheim; † 25. September 2005 in Wien) war ein österreichischer Politiker und von 1958 bis 1978 Parteiobmann der FPÖ. Im Zweiten Weltkrieg war er SS-Obersturmführer der Waffen-SS.

## Leben

### Mitgliedschaft bei der SS
Friedrich Peter wurde am 13. Juli 1921 als Sohn des sozialdemokratischen Lokomotivführers Friedrich Johann Peter (* 23. Dezember 1882 in Attnang) und dessen Ehefrau, der bürgerlichen Bäckermeisterstochter Aloisia (geborene Emminger; * 27. Mai 1893 in Attnang), in Attnang-Puchheim geboren und am 26. Juli 1921 auf den Namen Friedrich Ludwig getauft. Seine Eltern hatten am 24. April 1920 in Wolfsegg geheiratet. Für seinen Vater war es nach dem Tod der ersten Frau Ludmilla (geborene Auinger; † 19. Mai 1919) die zweite Ehe.
Im November 1938 trat er der NSDAP und am 17. desselben Monats der SS bei (SS-Nummer 466.738) bei. Im Zweiten Weltkrieg war er an der West- und Ostfront eingesetzt, zuletzt als SS-Obersturmführer beim Infanterie-Regiment 10 der 1. SS-Infanteriebrigade. Teile dieser Einheit waren im Sommer 1941 der Einsatzgruppe C zugeordnet. Peters Einheit tötete 1941 mindestens 17.000 Juden und rund 25.000 sowjetische Kriegsgefangene. Obwohl seine Einheit fast ausschließlich in solche Aktionen involviert war, bestritt Peter nach dem Krieg, dass er an diesen Vorgängen beteiligt war oder davon gewusst habe. Der Historiker Martin Cüppers hält es für ausgeschlossen, dass Peter nichts von den Ermordungen wusste, und für unwahrscheinlich, dass er nicht daran beteiligt war. Ebenfalls im Jahr 1941 erhielt Peter das Eiserne Kreuz II. Klasse. Nach dem Krieg war er ein Jahr lang im amerikanischen Camp Marcus W. Orr interniert.

### Klubobmann und Parteichef der FPÖ
Nach seiner Haft wurde er Volks- und Sonderschullehrer, er leitete Volksschulen in Krühub und St. Pankraz und war von 1950 bis 1970 Schriftleiter der Zeitschrift des Österreichischen Lehrerverbandes. Ab 1968 war er Landesschulinspektor in Oberösterreich mit dem Titel eines Hofrats.
Peter war 1955 neben Anton Reinthaller, Robert Haider, Emil van Tongel und anderen Gründungsmitglied der Freiheitspartei (FP), einer stärker deutschnational ausgerichteten Abspaltung vom Verband der Unabhängigen (VdU), und deren erster Landesobmann in Oberösterreich. Zur Landtagswahl in Oberösterreich 1955 bildeten FP und VdU eine gemeinsame Liste – die Freiheitliche Wahlgemeinschaft – mit Peter als Spitzenkandidat. Er zog als Abgeordneter in den Oberösterreichischen Landtag ein, dem er während zwei Legislaturperioden bis 1966 angehörte. Im Jahr 1956 verschmolzen FP und VdU zur Freiheitlichen Partei Österreichs (FPÖ), in der Peter zunächst Landesparteiobmann von Oberösterreich (bis 1970) und nach dem Tod Reinthallers 1958 auch Bundesparteiobmann war. Er führte die Partei zwei Jahrzehnte lang. 1966 wurde er in den Nationalrat gewählt, dem er während sechs Gesetzgebungsperioden bis 1986 angehörte. Als Nachfolger Emil van Tongels wurde Peter zudem 1970 Obmann des FPÖ-Parlamentsklubs, diese Position hatte er 16 Jahre lang inne.
Bereits 1962/1963 kam es zu einer Annäherung der FPÖ an die SPÖ, was Teile des rechtsextrem-nationalen Flügels der Partei vor den Kopf stieß und dazu führte, dass große Teile dieses Spektrums sich abspalteten. Während Peter Parteivorsitzender war, versuchte die FPÖ allmählich koalitionsfähig zu werden und bemühte sich nach außen hin, liberaler zu wirken. Auf dem Parteitag 1964 erklärte Peter erstmals, dass „Nationale und Liberale in der FPÖ gemeinsam Platz haben“. Die „Liberalisierung“ der Partei in dieser Phase führte innerparteilich vereinzelt zu Widerstand, auf den Peter mit Parteiausschlüssen reagierte. Obwohl die FPÖ im Wahlkampf 1970 noch „Kein roter Kanzler“ beteuert hatte, tolerierte sie danach die Minderheitsregierung von Bruno Kreisky, der sich seinerseits durch eine Wahlrechtsreform revanchierte, die für die FPÖ eine starke Aufwertung bedeutete. Nach der Einführung des ORF-Kuratoriums durch das Rundfunkgesetz 1974 gehörte Peter diesem bis 1986 an, kurzzeitig war er auch erster Vorsitzender-Stellvertreter des Kuratoriums.
Simon Wiesenthal, zu diesem Zeitpunkt Leiter des jüdischen Dokumentationszentrums in Wien, veröffentlichte nach der Nationalratswahl 1975 einen Bericht über die Nazivergangenheit des damaligen FPÖ-Chefs Friedrich Peter. Aus diesem Bericht ging hervor, dass Peter als Obersturmführer in einer mit Massenmorden in Verbindung stehenden SS-Einheit gedient hatte. Bundeskanzler Kreisky, selbst Verfolgter des Nazi-Regimes, verteidigte jedoch Friedrich Peter und beschuldigte Simon Wiesenthal, mit „Mafiamethoden“ zu arbeiten, und unterstellte ihm sinngemäß Kollaboration mit der Gestapo. Diese öffentliche Auseinandersetzung wird heute unter dem Begriff Kreisky-Peter-Wiesenthal-Affäre subsumiert.
1978 kandidierte Peter nicht mehr als Bundesparteiobmann. Sein Nachfolger wurde der Grazer Bürgermeister Alexander Götz. Im Hintergrund zog Peter aber nach wie vor die Fäden in der Partei. Nachdem die SPÖ 1983 die absolute Mehrheit verloren hatte, handelte er mit Bruno Kreisky die kleine Koalition unter Bundeskanzler Fred Sinowatz und Vizekanzler Norbert Steger aus. Das Angebot, in Anerkennung seiner Verdienste zum dritten Nationalratspräsidenten gewählt zu werden, musste er nach heftigen Protesten in der Öffentlichkeit ablehnen, auch um die kleine Koalition nicht zu gefährden.
Zu Jörg Haider hatte er immer ein gespanntes Verhältnis. Der endgültige Bruch kam 1992 nach Haiders Aussage über die „ordentliche Beschäftigungspolitik im Dritten Reich“. Peter sprach von einer „beschämenden Entgleisung Haiders“ und meinte, dass ihn diese Äußerung zwinge, sein „selbst auferlegtes Schweigen zu brechen und die Führungsorgane der Freiheitlichen Partei Österreichs an ihre staatspolitischen und satzungsgemäßen Pflichten in aller Öffentlichkeit zu erinnern“.
Friedrich Peter starb am 25. September 2005 im Wiener Hanusch-Krankenhaus, wo er mehrere Wochen wegen eines Nierenleidens behandelt worden war.

### Politische Karriere
- 1955–1971 FPÖ-Landesparteiobmann von Oberösterreich
- 1958–1978 Bundesparteiobmann der Freiheitlichen Partei Österreichs
- 1955–1966 Abgeordneter zum oberösterreichischen Landtag
- 1966–1986 Abgeordneter zum Nationalrat
- 1970–1986 Klubobmann der FPÖ
- 199200000 Parteiaustritt wegen des neuen FPÖ-Kurses (Anti-EG)

## Auszeichnungen
- 1941 Eiserne Kreuz II Klasse
- Ehrenzeichen für Verdienste um die Republik Österreich[7]